# Bremische Biographie des neunzehnten Jahrhunderts
Bremische Biographie des neunzehnten Jahrhunderts (BB19) est un ouvrage de référence en allemand contenant les biographies de personnalités ayant travaillé dans la ville hanséatique libre de Brême au XIXe siècle. L'ouvrage, qui a été publié pour la première fois en 1912 et peut également être considéré comme un lexikon, contient également des informations complémentaires sur l'histoire générale de Brême au XIXe siècle ainsi que sur la vie intellectuelle et culturelle.
En 1976, une édition en fac-similé de l'œuvre originale, imprimée en écriture Fraktur, a été publiée par Schünemann Verlag à Brême sous le numéro  (ISBN 3-7961-1683-3).